# Ong Rae Mun
Ong Rae Mun (* 26. November 1970) ist ein australischer Badmintonspieler. 

## Karriere
Ong Rae Mun nahm 1998 an den Commonwealth Games teil, wo er sowohl mit dem australischen Team als auch im Herreneinzel in der Vorrunde ausschied. Bei den Australia Open 1998 wurde er Dritter im Einzel. 2003 siegte er bei den Victoria International.